# Canton d'Oust
Le canton d'Oust est une ancienne division administrative française située dans le département de l'Ariège.

## Géographie
Ce canton était organisé autour d'Oust dans l'arrondissement de Saint-Girons. Son altitude variait de 463 m (Soueix-Rogalle) à 2 865 m (Couflens) pour une altitude moyenne de 653 m.

## Représentation

### Conseillers généraux de 1833 à 2015
| Période                                  | Période      | Identité                                   | Étiquette     | Qualité |
| ---------------------------------------- | ------------ | ------------------------------------------ | ------------- | --- |
| 1833                                     | 1848         | Jules Marie Faure-Coni                     |               | Propriétaire - Maire de Couflens |
| 1848                                     | 1852         | Jean François Raphaël Garié                |               | Substitut du Procureur de la République à Foix |
| 1852                                     | 1873 (décès) | Marquis Léon de Balby de Vernon            |               | Propriétaire - Maire de Seix, conseiller d'arrondissement |
| 1873                                     | 1877         | Auguste Bordes-Pagès                       | Républicain   | Docteur en médecine à Sénateur (1890-1894) Maire de Seix (1878-1897)                                                                                         |
| 1877                                     | 1883         | Eugène Théophile Michel Degeilh            | Droite        | Notaire à Ercé |
| 1883                                     | 1895         | Auguste Bordes-Pagès                       | Républicain   | Docteur en médecine à Sénateur (1890-1894) Maire de Seix (1878-1897)                                                                                         |
| 1895                                     | 1913         | Justin Souquet                             | Républicain   | Négociant - Maire de Soueix |
| 1913                                     | 1925         | Georges Dessort                            | Rad.          | Docteur-médecin Maire de Seix |
| 1925                                     | 1940         | Pierre Vidal                               | Rad. puis PRS | Notaire, Maire d'Oust Nommé membre de la Commission administrative départementale en 1941                                                                    |
|                                          |              |                                            |               | |
| 1943                                     | 1945         | Hubert Rocher                              |               | Président de la délégation spéciale de Seix Nommé conseiller départemental en 1943                                                                           |
|                                          |              |                                            |               | |
| 1945                                     | 1947         | Auguste Simonin                            | MLN           | Pharmacien, maire de Seix (destitué par le Gouvernement de Vichy en 1941), ancien résistant                                                                  |
| 1947                                     | 1967 (décès) | Paul Ané (1910-1967)                       | SFIO          | Secrétaire de mairie, directeur de la caisse départementale de l’Ariège de la Mutualité agricole Maire de Seix (1947-1967) Suppléant du sénateur Jean Nayrou |
| 1967                                     | 1973         | Alfred Ané (1906-1996, frère du précédent) | SFIO puis PS  | |
| 1973                                     | 1998         | Roger Barrau                               | PS            | Enseignant conseiller régional, député suppléant d'André Saint-Paul (homme politique, 1916-2000) (1973-1981), maire de Seix (1969-2001)                      |
| 1998                                     | 2011         | Julien Souquet                             | PS            | Enseignant retraité Maire de Ercé Président de la communauté de communes du canton d'Oust                                                                    |
| 2011                                     | 2015         | Christine Téqui                            | PS            | Ingénieur Maire de Seix Élue en 2015 dans le canton de Couserans Est                                                                                         |
| Les données manquantes sont à compléter. |              |                                            |               | |

### Conseillers d'arrondissement (de 1833 à 1940)
Le canton d'Oust avait deux conseillers d'arrondissement jusqu'en 1926.
| Période                                  | Période | Identité                                                    | Étiquette     | Qualité |
| ---------------------------------------- | ------- | ----------------------------------------------------------- | ------------- | --- |
| 1833                                     | 1842    | Antoine Degeilh (1783-1870)                                 |               | Propriétaire et notaire à Ercé                                                                              |
| 1833                                     | 1836    | Jean Jacques Siregand de Peyrefitte                         |               | Rentier, maire d'Ustou                                                                                      |
| 1836                                     | 1842    | M. Balby de Montfaucon                                      |               | Propriétaire à Seix                                                                                         |
| 1842                                     | 1852    | Marquis Léon de Balby de Vernon                             |               | Propriétaire, maire de Seix                                                                                 |
| 1842                                     | 1848    | Jean Jacques Siregand de Peyrefitte                         |               | Maire d'Ustou                                                                                               |
|                                          |         |                                                             |               | |
| 1852                                     | 1871    | M. Azéma                                                    |               | Propriétaire, juge de paix à Saint-Lizier                                                                   |
| 1852                                     | 1871    | Gaspard-Marie-Jacques-Ernest de Roquemaurel de Saint-Cernin | Droite        | Lieutenant-colonel en retraite, propriétaire à Vic, député (1871-1875)                                      |
|                                          |         |                                                             |               | |
| av.1885                                  | 1898    | Hippolyte Faur-Lacrême                                      | Républicain   | Officier de santé, propriétaire à Ustou                                                                     |
| 1886                                     | 1898    | Jean-Paul Périssé                                           | Républicain   | Notaire, suppléant du juge de paix, maire d'Ustou                                                           |
| 1898                                     | 1904    | Joseph de la Veuve Dougnac                                  | Radical       | Négociant à Soueix                                                                                          |
| 1898                                     | 1904    | Jean Aragon                                                 | Radical       | Ancien greffier de la justice de paix, retraité à Couflens                                                  |
| 1904                                     | 1910    | Raphaël Calvet                                              | Radical       | Maire d'Aulus                                                                                               |
| 1904                                     | 1910    | Édouard Founeau                                             | Radical       | Filateur, adjoint au maire de Seix                                                                          |
| 1910                                     | 1919    | Philippe Aragon                                             | Radical       | Propriétaire à Seix                                                                                         |
| 1910                                     | 1919    | Jean-Pierre Cabaup                                          | Radical       | Industriel à Oust                                                                                           |
| 1919                                     | 1928    | Gabriel Fort                                                | Radical       | Maire d'Ercé                                                                                                |
| 1919                                     |         | M. Galtier                                                  | Radical       | |
| 1928                                     | 1940    | M. Cours                                                    | PRS puis SFIO | |
| 1940                                     |         |                                                             |               | Les conseils d'arrondissement ont été suspendus par la loi du 12 octobre 1940 et n'ont jamais été réactivés |
| Les données manquantes sont à compléter. |         |                                                             |               | |

## Composition
Le canton d'Oust regroupait 8 communes et comptait 2 752 habitants (recensement de 1999 sans doubles comptes).
| Nom              | Code Insee | Intercommunalité      | Population (dernière pop. légale) |
| ---------------- | ---------- | --------------------- | --------------------------------- |
| Oust (chef-lieu) | 09223      | CC Couserans-Pyrénées | 540 (2014)                        |
| Aulus-les-Bains  | 09029      | CC Couserans-Pyrénées | 154 (2014)                        |
| Couflens         | 09100      | CC Couserans-Pyrénées | 81 (2014)                         |
| Ercé             | 09113      | CC Couserans-Pyrénées | 533 (2014)                        |
| Seix             | 09285      | CC Couserans-Pyrénées | 719 (2014)                        |
| Sentenac-d'Oust  | 09291      | CC Couserans-Pyrénées | 107 (2014)                        |
| Soueix-Rogalle   | 09299      | CC Couserans-Pyrénées | 415 (2014)                        |
| Ustou            | 09322      | CC Couserans-Pyrénées | 311 (2014)                        |

## Démographie
| 1962  | 1968  | 1975  | 1982  | 1990  | 1999  | 2006  | 2011  | 2012  |
| ----- | ----- | ----- | ----- | ----- | ----- | ----- | ----- | ----- |
| 4 053 | 3 820 | 4 031 | 3 606 | 2 898 | 2 752 | 2 938 | 3 012 | 2 945 |